# Чемпионат Германии по футболу 1910/1911
Чемпионат Германии по футболу 1910/1911 — 9-й розыгрыш Чемпионата Германии по футболу (нем. Deutsche Fußballmeisterschaft). Турнир начался 7 мая 1911 года, а финал состоялся 4 июня 1911 года.
Победителями этого турнира стала команда «Виктория 89».
В чемпионате участвовало 8 команд: «Дуйсбургер», «Виктория 89» Берлин, «Карлсруэ ФФ», «Лейпциг», «Хольштайн» Киль, Тасмания 1900, «Литуания» Тильзит, «Аскания» Форст.

## Предварительный раунд
| «Лейпциг» | 3:2 | «Аскания» Форст |
| --------- | --- | --------------- |
|           |     |                 |

| «Карлсруэ ФФ» | 4:0 | «Тасмания 1900» Риксдорф |
| ------------- | --- | ------------------------ |
|               |     |                          |

| «Виктория-89» Берлин | +:- | «Литуания» Тильзит |
| -------------------- | --- | ------------------ |
|                      |     |                    |

| «Хольштайн» Киль | 3:1 | «Дуйсбургер» |
| ---------------- | --- | ------------ |
|                  |     |              |

## ½ финала
| «Лейпциг» | 2:0 | «Карлсруэ ФФ» |
| --------- | --- | ------------- |
|           |     |               |

| «Виктория-89» Берлин | 4:0 | «Хольштайн» Киль |
| -------------------- | --- | ---------------- |
|                      |     |                  |

## Финал
| «Виктория 89» Берлин           | 3:1 | «Лейпциг» |
| ------------------------------ | --- | --------- |
| Ворпицки 42′, 88′ · Kуглер 52′ |     | Ризо 82′  |